# Mistrzostwa Europy w Boksie Kobiet 2009
VII Mistrzostwa Europy w boksie kobiet odbyły się w dniach 14–21 września 2009 w Mikołajowie (Ukraina). 

## Klasyfikacja medalowa
| Klasyfikacja medalowa |          |   |   |   |       |
| Lp.                   | Państwo  |   |   |   | Razem |
| 1                     | Rosja    | 4 | 1 | 2 | 7     |
| 2                     | Ukraina  | 1 | 3 | 5 | 9     |
| 3                     | Turcja   | 1 | 3 | 2 | 6     |
| 4                     | Szwecja  | 1 | 2 | 1 | 4     |
| 5                     | Polska   | 1 | 1 | 0 | 2     |
| 6                     | Rumunia  | 1 | 0 | 2 | 3     |
| 7                     | Irlandia | 1 | 0 | 0 | 1     |
| 7                     | Norwegia | 1 | 0 | 0 | 1     |
| 9                     | Francja  | 0 | 1 | 3 | 4     |
| 10                    | Węgry    | 0 | 0 | 3 | 3     |
| 11                    | Bułgaria | 0 | 0 | 2 | 2     |
| 12                    | Niemcy   | 0 | 0 | 1 | 1     |
| 12                    | Włochy   | 0 | 0 | 1 | 1     |

## Medaliści
| Kategoria:    | Złoto:               | Srebro:               | Brąz:                                 |
| do 46 kg      | Swietłana Gniewanowa | Natalie Lungo-Vesenne | Oksana Sztakun Steluta Duta           |
| do 48 kg      | Jenny Hardingz       | Jelena Saliewa        | Monika Csik Lidia Ion                 |
| do 51 kg      | Tetiana Kob          | Shirpa Nilsson        | Virginie Nave Sumeyra Kaya-Yazici     |
| do 54 kg      | Karolina Michalczuk  | Iwanna Krupenia       | Wiktoria Usaszenko Helena Falk        |
| do 57 kg      | Sofia Oczigawa       | Julia Cyplakowa       | Marzia Davide Nagehan Gul             |
| do 60 kg      | Katie Taylor         | Meryem Aslan Zeybek   | Denica Elisejewa Oleksandra Sidorenko |
| do 64 kg      | Gulsum Tatar         | Farida el-Hadrati     | Jana Zawiałowa Wiera Sługina          |
| do 69 kg      | Lotte Lien           | Katarzyna Furmaniak   | Tatiana Iwaszenko Gihade Lagmiri      |
| do 75 kg      | Irina Siniecka       | Lilija Durniewa       | Ulrike Brückner Anita Ducza           |
| do 81 kg      | Luminita Turcin      | Selma Yagci           | Maria Kovacs Desislawa Lazarowa       |
| powyżej 81 kg | Nadieżda Torłopowa   | Semsi Yarali          | Raluca Chis Inna Szewczenko           |

## Występy Polek
- 51 kg -
  - 1/8: Sandra Drabik –  Diana Timofte 10:4
  - 1/4: Sandra Drabik –  Shipra Nilsson 1:2
- 54 kg – 
  - 1/8: Karolina Michalczuk –  Cindy Metz 10:1
  - 1/4: Karolina Michalczuk –  Lorna Weaver 1 r. pps
  - 1/2: Karolina Michalczuk –  Helena Falk 5:3
  - F: Karolina Michalczuk –  Iwanna Krupenia 8:3
- 57 kg -
  - 1/8: Aleksandra Paczka –  Sofia Oczigawa 1:20
- 60 kg -
  - 1/8: Karolina Graczyk –  Kosovare Buzuku 4:5
- 64 kg -
  - 1/4: Oliwia Łuczak –  Wiera Sługina 5:6
- 69 kg -
  - 1/4: Katarzyna Furmaniak –  Solange Bocquet 16:0
  - 1/2: Katarzyna Furmaniak –  Tatiana Iwaszenko 10:0
  - F: Katarzyna Furmaniak –  Lotte Lien 0:5
- 75 kg – 
  - 1/8: Lidia Fidura –  Sinead Kavanagh 3:2
  - 1/4: Lidia Fidura –  Anita Ducza 1:4
- 81 kg -
  - 1/4: Ewa Piątkowska –  Luminita Turcin 0:7
- +81 kg -
  - 1/4: Sylwia Kuciak –  Semsi Yarali 2:11